# Beesia deltophylla
Beesia deltophylla är en ranunkelväxtart som beskrevs av Cheng Yih Wu. Beesia deltophylla ingår i släktet Beesia och familjen ranunkelväxter. Inga underarter finns listade i Catalogue of Life.

## Bildgalleri

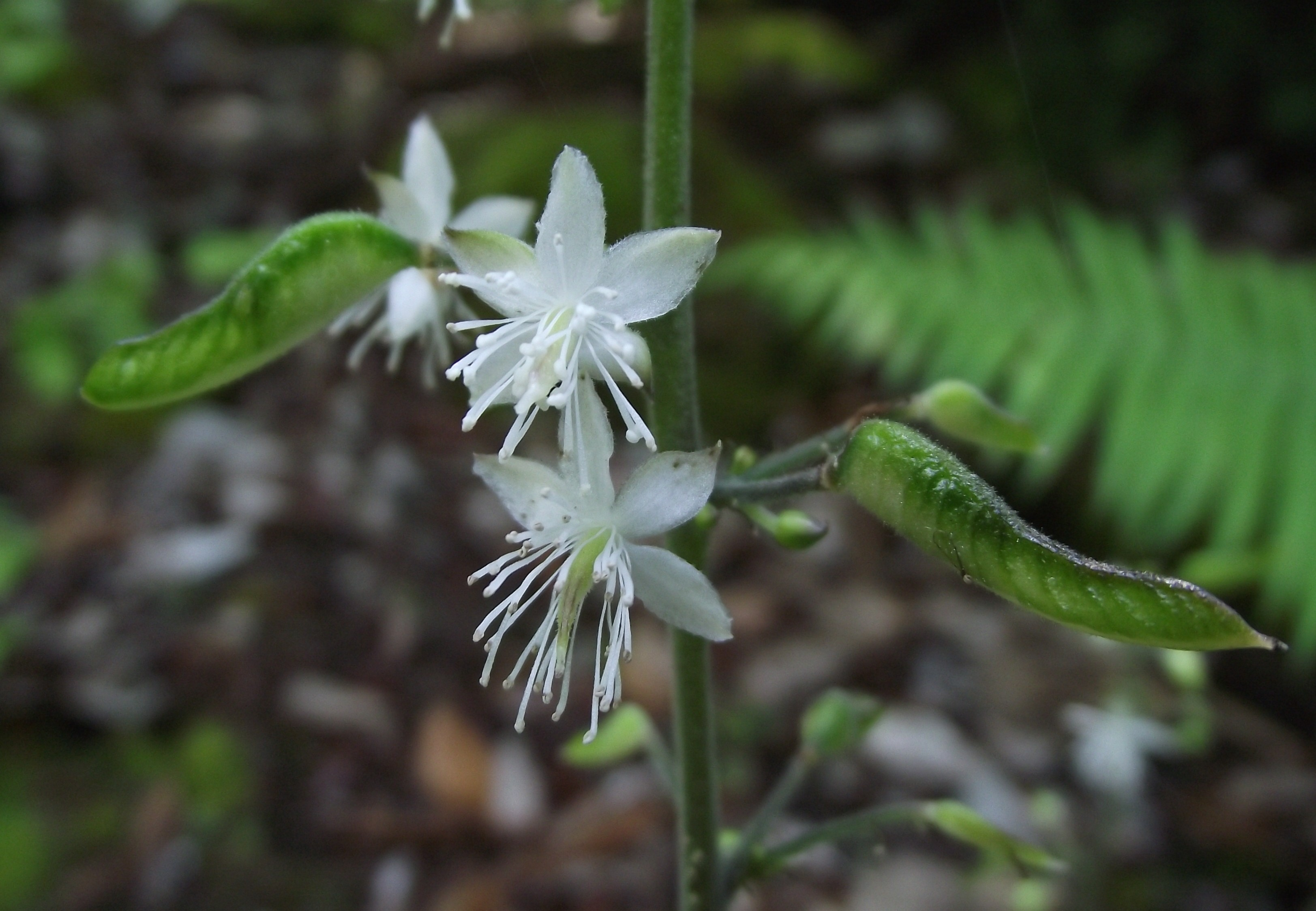